# 4523 MIT
4523 MIT eller 1981 DM1 är en asteroid i huvudbältet som upptäcktes den 28 februari 1981 av den amerikanska astronomen Schelte J. Bus vid Siding Spring-observatoriet. Den är uppkallad efter Massachusetts Institute of Technology.
Asteroiden har en diameter på ungefär 16 kilometer och den tillhör asteroidgruppen Adeona.